# Duché de Lancastre
Le duché de Lancastre (en anglais Duchy of Lancaster) est, depuis 1399, le domaine privé du souverain britannique en tant que duc de Lancastre. L'objectif principal du domaine est de fournir une source de revenus indépendants au souverain. Le domaine est composé d'un portefeuille de terrains, de propriétés, et d'actifs, détenus en fiducie pour le souverain, et est administré séparément du Crown Estate. Le duché contient 18 433 ha (45 550 acres) de biens fonciers (dont les propriétés rurales et les terres agricoles), d'aménagements urbains, de bâtiments historiques et de propriétés commerciales dans toute l'Angleterre et au Pays de Galles, notamment dans les comtés du Cheshire, Staffordshire, Derbyshire, Lincolnshire, Yorkshire, Lancashire et dans la Liberty of the Savoy (en). Le duché de Lancastre est l'un des deux duchés royaux, l'autre étant le duché de Cornouailles, qui fournit un revenu au prince de Galles.
Pour la période 2021/2022, le domaine est évalué à environ 652 millions de £ et a versé au souverain régnant au titre de duc de Lancastre près de 22 millions de £. Le duché étant un atout inaliénable de la Couronne détenu en fiducie pour les générations futures de souverains, le souverain n'a droit ni au capital du portefeuille ni aux bénéfices du capital. Le duché de Lancastre n'est pas soumis à l'impôt, bien que le souverain ait volontairement payé à la fois l'impôt sur le revenu et sur les gains en capital depuis 1993. Ainsi, le revenu perçu par la cassette royale, dont une part importante est fournie par le duché, est imposé après déduction des dépenses officielles.
Le duché est administré au nom du souverain par le chancelier du duché de Lancastre, un ministre du gouvernement nommé par le souverain sur les conseils du premier ministre et du greffier du conseil. La gestion quotidienne des biens et des investissements du domaine est déléguée à des membres du conseil du duché, alors que le chancelier est responsable devant le parlement du bon fonctionnement du domaine.
Le duché exerce certains pouvoirs et fonctions cérémonielles de la Couronne dans le comté traditionnel du Lancashire, qui comprend une partie du Grand Manchester moderne et du Merseyside, ainsi que la région de Furness et du Cumbria. Depuis le Local Government Act 1972, le roi, en tant que chef du duché, nomme les High Sheriffs et les Lord Lieutenants du Grand Manchester, du Merseyside et du Lancashire.

## Histoire
Le duché de Lancastre fut créé pour le fils cadet du roi Édouard III, Jean de Gand, qui avait acquis les terres qui en faisaient partie à la suite de son mariage avec l'héritière Blanche de Lancastre. En tant qu'héritage de Lancastre, il remonte à 1265, lorsque Henri III accorda à son fils cadet prénommé Edmond les terres qui avaient été confisquées par Simon de Montfort, comte de Leicester. En 1266, les biens de Robert de Ferrières, 6e comte de Derby, un autre protagoniste de la Seconde Guerre des barons, furent ajoutés. En 1267, le domaine fut octroyé en tant que comté, honneur et château de Lancastre. En 1284, Edmond hérita du manoir de Savoie (en) qu'il reçut de sa mère, Éléonore de Provence, nièce du bénéficiaire initial, Pierre II de Savoie. Édouard III fit du Lancashire un comté palatin en 1351, et le propriétaire, Henry de Grosmont, petit-fils d'Edmond, reçut le titre de duc de Lancastre. Après sa mort, une charte de 1362 conféra le duché à son gendre, Jean de Gand, comte de Lancastre, et à ses héritiers mâles légitimes pour toujours.
Le premier acte de Henri IV fut de déclarer l'héritage lancastrien séparé des autres possessions de la Couronne et d'assurer sa transmission à des héritiers mâles. Cette séparation des identités fut confirmée en 1461 par Édouard IV, lorsqu'il réunit l'héritage et les responsabilités du palatinat sous le titre de duché de Lancastre, et stipula qu'il soit tenu séparé des autres héritages par lui-même ainsi que par ses héritiers. Le duché fut ensuite transmis au monarque régnant et en 1760, son identité distincte le préserva d'être cédé avec le Crown Estate en échange de la liste civile. Il est avant tout un héritage foncier appartenant au souverain régnant.
En 2011, le duché établit un plan pour rééquilibrer les actifs, vendit la plupart des fermes de Winmarleigh et fit don d'une parcelle de terrain au comité de Winmarleigh Village Hall en juin 2012.

## Rôle
Le duché est la propriété personnelle du monarque et c'est le cas depuis 1399, lorsque le duché de Lancastre, détenu par Henry de Bolingbroke (Henri IV), fusionna avec la couronne lorsque ce dernier s'appropria le trône (après l'éviction de Richard II).
C'est le chancelier du duché de Lancastre qui en est à la tête, une position parfois tenue par un ministre du cabinet, il s'agit toujours d'un poste ministériel. Au cours des deux derniers siècles au moins, le domaine a été géré par un député; son chancelier a rarement eu des fonctions importantes concernant sa gestion, mais il est disponible en tant que ministre sans portefeuille.
Le monarque obtient une cassette royale, un revenu provenant directement du duché. L'excédent annuel arrêté au 31 mars 2015 était de 16 millions de £ et le duché a été évalué à un peu plus de 472 millions de £. Ses propriétés foncières ne doivent pas être confondues avec le Crown Estate, dont les revenus sont remis au Trésor depuis le XVIIIe siècle en échange d'un paiement annuel de la liste civile.
Les membres principaux du conseil du duché chargés des obligations quotidiennes du domaine sont le Clerk of the Council (le directeur général du Conseil), le Chairman of the Council (le Président du Conseil), et le Chief Finance Officer (le directeur des finances). Le chancelier est responsable de la nomination de l'intendant et de celle de la personne chargée des courts Barmote (en) au nom du roi, chef de son duché.

## Prérogative royale
« Ces cas semblent clairement établir la doctrine selon laquelle toutes les prérogatives et les privilèges du roi lui appartiennent en référence à la parcelle de terres du duché de Lancastre à un degré non moindre qu'on ne le fait avec les terres qui lui appartiennent immédiatement de droit par sa couronne. »
Le duché de Lancastre et le duché de Cornouailles bénéficient tous deux de droits légaux spéciaux auxquels d'autres domaines détenus par des pairs ou des comtés palatins n'ont pas droit, par exemple, dans le duché, Bona vacantia (en) fonctionne au profit du duc plutôt qu'à celui de la Couronne. Le montant des recettes du bona vacantia dans le duché est divisé entre deux organismes de bienfaisance. Bona vacantia apparaît, à l'origine, en vertu de la prérogative royale, et reste la position à certains égards, même si le droit au bona vacancia des deux grandes catégories est désormais basé sur les lois: Administration of Estates Act 1925 (en) et Companies Act 2006 (en).
Les domaines bénéficient de procureurs généraux distincts. En général, les exemptions ont tendance à suivre la même ligne: tous les droits relatifs à la Couronne dans la plupart des régions du pays sont transférés au duc dans le duché. En règle générale, toute loi du Parlement relatif à de tels droits conduira spécifiquement à la mise en place d'exemptions spéciales pour les deux duchés et précisera dans quelle mesure elles sont applicables. Elles sont soumises à une réglementation stricte, notamment en ce qui concerne l'audit et l'aliénation juridique des terres.

## Avoirs fonciers
Les avoirs du duché sont divisés en six unités appelées « arpentages », cinq en milieu rural et une urbaine. Les arpentages ruraux représentent la plupart des actifs et de la zone, mais l'arpentage urbain génère un revenu plus élevé. Les avoirs fonciers ont été accumulés au fil du temps par le mariage, l'héritage, le don et la confiscation, et dans les temps modernes, par l'achat et la vente.

## Paradise Papers
L'affaire Paradise Papers révèle, pour la première fois, que le Duché de Lancastre pratique de l'optimisation fiscale dans des paradis fiscaux. L'affaire révèle également que le Duché est un investisseur de BrightHouse, société controversée de 270 magasins britanniques qui exploitent des milliers de familles pauvres et des personnes vulnérables, via un mécanisme de location-crédit de mobilier à des taux lourds, qui s'élèvent jusqu'à 99,99 %.

## Source de la traduction
- (en) Cet article est partiellement ou en totalité issu de l’article de Wikipédia en anglais intitulé « Duchy of Lancaster » (voir la liste des auteurs).